# Mark Damon Espinoza
Mark Damon Espinoza (24. juni 1960) er en amerikansk skuespiller, der er bedst kendt for sin rolle som Jesse Vasquez i tv-serien Beverly Hills 90210.
Han har også medvirket i serier som Married with Children, NYPD Blue og JAG.